# Leichtathletik-Weltmeisterschaften 2013/800 m der Männer

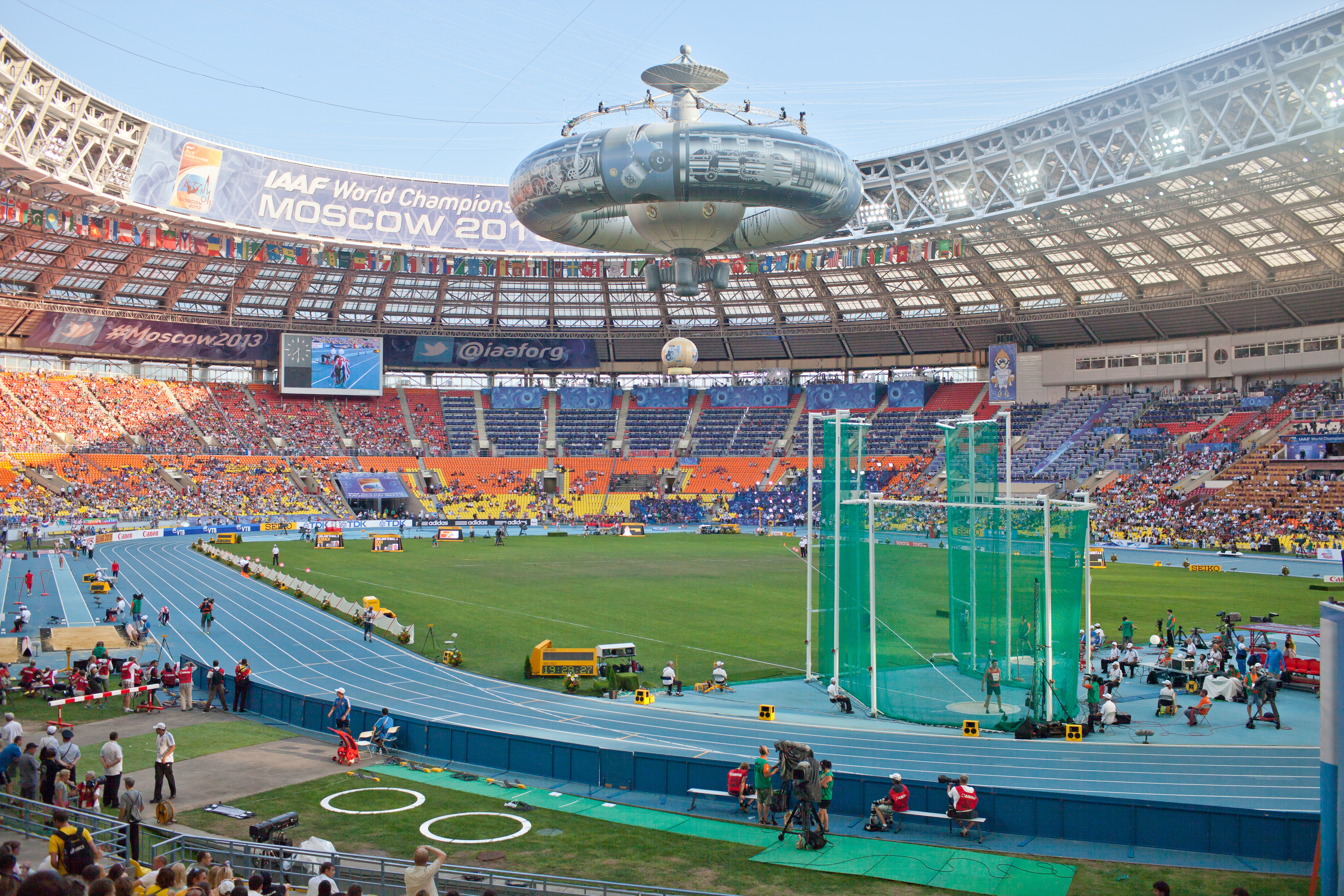
Das Olympiastadion Luschniki während der Weltmeisterschaften

Der 800-Meter-Lauf der Männer bei den Leichtathletik-Weltmeisterschaften 2013 wurde vom 10. bis 13. August 2013 im Olympiastadion Luschniki der russischen Hauptstadt Moskau ausgetragen.
Weltmeister wurde der Äthiopier Mohammed Aman. Er gewann vor dem US-Amerikaner Nick Symmonds. Bronze ging an den Vizeafrikameister von 2012 Ayanleh Souleiman aus Dschibuti.

## Bestehende Rekorde
| Weltrekord               | 1:40,91 min | David Rudisha    | OS 2012 in London, Großbritannien | 9. August 2012    |
| Weltmeisterschaftsrekord | 1:43,06 min | Billy Konchellah | WM 1987 in Rom, Italien           | 1. September 1987 |

Der bereits seit 1987 bestehende WM-Rekord wurde auch bei diesen Weltmeisterschaften nicht erreicht.

## Doping
Der zunächst achtplatzierte Abdulaziz Ladan Mohammed aus Saudi-Arabien beging am 9. August 2013 einen Dopingverstoß. Seine im Anschluss erzielten Resultate – unter anderem bei diesen Weltmeisterschaften – wurden annulliert und es folgte eine zweijährige Dopingsperre, die am 23. Mai 2017 begann.
Benachteiligt wurden zwei Läufer, denen der Einzug in die jeweils nächste Runde verwehrt blieb. Auf der Grundlage der erzielten Leistungen waren dies:
- Brandon Johnson, USA – über die Zeitregel eigentlich für das Finale qualifiziert
- Andy González, Kuba – über die Zeitregel eigentlich für das Halbfinale qualifiziert

## Vorrunde
Die Vorrunde wurde in sechs Läufen durchgeführt. Die ersten drei Athleten pro Lauf – hellblau unterlegt – sowie die darüber hinaus sechs zeitschnellsten Läufer – hellgrün unterlegt – qualifizierten sich für das Halbfinale.

### Vorlauf 1

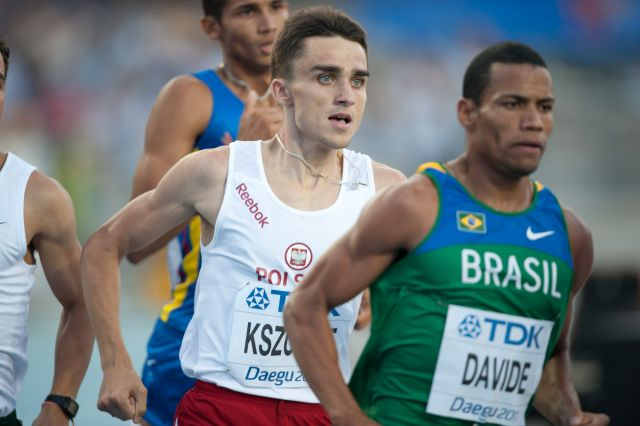
Kleberson Davide – ausgeschieden als Fünfter in 1:48,28 min

10. August 2013, 11:20 Uhr
| Platz | Name                  | Nation     | Zeit (min) |
| ----- | --------------------- | ---------- | ---------- |
| 1     | Pierre-Ambroise Bosse | Frankreich | 1:47,70    |
| 2     | Marcin Lewandowski    | Polen      | 1:47,83    |
| 3     | Giordano Benedetti    | Italien    | 1:47,90    |
| 4     | Hamada Mohamed        | Ägypten    | 1:47,96    |
| 5     | Kleberson Davide      | Brasilien  | 1:48,28    |
| 6     | Paul Robinson         | Irland     | 1:48,61    |
| 7     | Leoman Momoh          | Nigeria    | 1:49,25    |
| 8     | Taras Bybyk           | Ukraine    | 1:49,39    |
| 9     | Moussa Camara         | Mali       | 1:49,78    |

### Vorlauf 2
10. August 2013, 11:28 Uhr
| Platz | Name            | Nation   | Zeit (min)                                         |
| ----- | --------------- | -------- | -------------------------------------------------- |
| 1     | Ronald Musagala | Uganda   | 1:46,12                                            |
| 2     | Adam Kszczot    | Polen    | 1:46,26                                            |
| 3     | Brandon Johnson | USA      | 1:46,32                                            |
| 4     | Kevin López     | Spanien  | 1:46,61                                            |
| 5     | Andy González   | Kuba     | 1:46,80 eigentlich für das Halbfinale qualifiziert |
| 6     | Brice Etes      | Monaco   | 1:53,60                                            |
| 7     | Manuel António  | Angola   | 1:57,40                                            |
| DNS   | Nijel Amos      | Botswana |                                                    |

### Vorlauf 3
10. August 2013, 11:36 Uhr
| Platz | Name                     | Nation           | Zeit (min)                            |
| ----- | ------------------------ | ---------------- | ------------------------------------- |
| 1     | Duane Solomon            | USA              | 1:45,80                               |
| 2     | Andrew Osagie            | Großbritannien   | 1:46,16                               |
| 3     | Luis Alberto Marco       | Spanien          | 1:46,40                               |
| 4     | Tamás Kazi               | Ungarn           | 1:46,48                               |
| 5     | Samorn Kieng             | Kambodscha       | 1:55,17                               |
| 6     | Benjamín Enzema          | Äquatorialguinea | 1:56,82                               |
| DOP   | Abdulaziz Ladan Mohammed | Saudi-Arabien    | 1:45,94 für das Halbfinale zugelassen |
| DNS   | André Olivier            | Südafrika        |                                       |

### Vorlauf 4

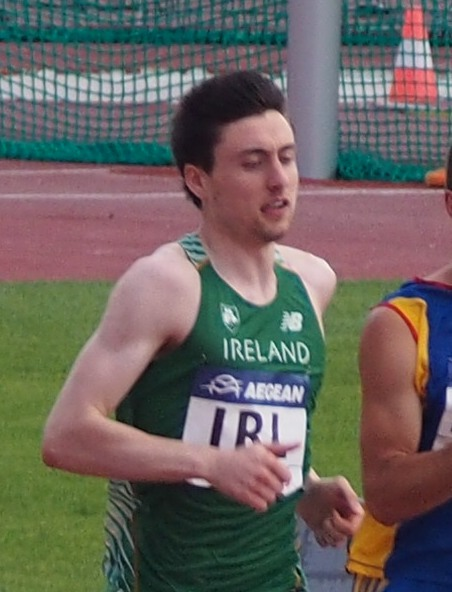
Mark English – ausgeschieden als Vierter in 1:47,08 min
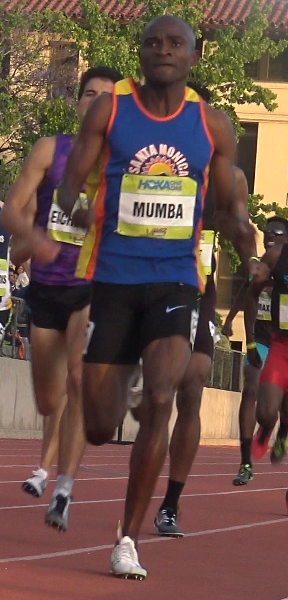
Prince Mumba – ausgeschieden als Sechster in 1:47,85 min

10. August 2013, 11:44 Uhr
| Platz | Name                     | Nation      | Zeit (min) |
| ----- | ------------------------ | ----------- | ---------- |
| 1     | Nick Symmonds            | USA         | 1:46,90    |
| 2     | Musaeb Abdulrahman Balla | Katar       | 1:46,94    |
| 3     | Samir Jamma              | Marokko     | 1:46,94    |
| 4     | Mark English             | Irland      | 1:47,08    |
| 5     | Prince Mumba             | Sambia      | 1:47,85    |
| 6     | James Eichberger         | Mexiko      | 1:47,96    |
| 7     | Jeremiah Kipkorir Mutai  | Kenia       | 1:50,17    |
| 8     | Ilia Mukhin              | Kirgisistan | 1:54,88    |

### Vorlauf 5

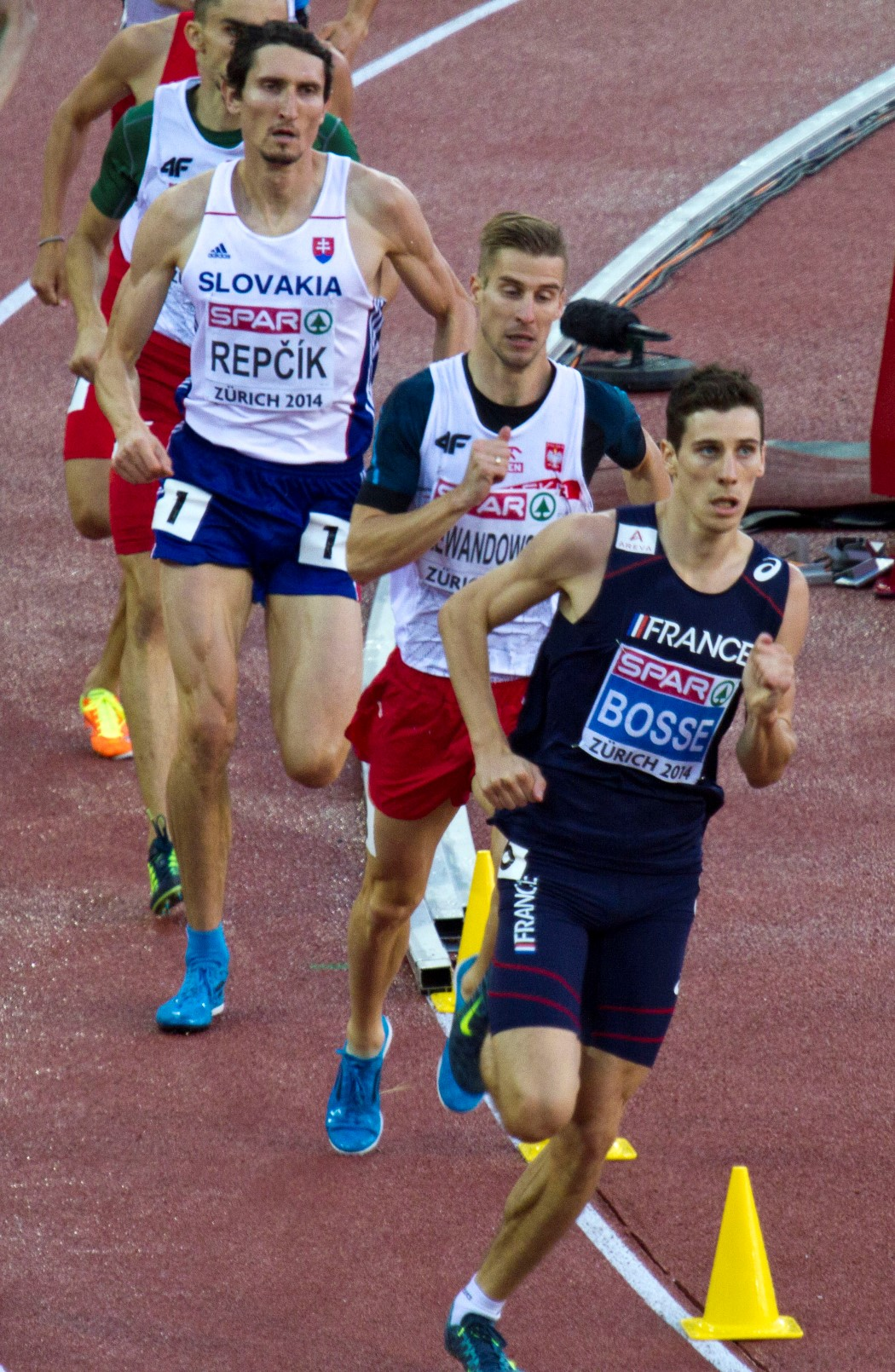
Jozef Repcìk – ausgeschieden als Siebter in 1:47,17 min

10. August 2013, 11:52 Uhr
| Platz | Name                      | Nation         | Zeit (min) |
| ----- | ------------------------- | -------------- | ---------- |
| 1     | Mohammed Aman             | Äthiopien      | 1:44,93    |
| 2     | Ferguson Cheruiyot Rotich | Kenia          | 1:45,25    |
| 3     | Michael Rimmer            | Großbritannien | 1:45,47    |
| 4     | Alexander Rowe            | Australien     | 1:45,96    |
| 5     | Antoine Gakeme            | Burundi        | 1:46,70    |
| 6     | Rafith Rodríguez          | Kolumbien      | 1:46,76    |
| 7     | Amine Belferar            | Algerien       | 1:47,17    |
| 8     | Jozef Repcìk              | Slowakei       | 1:47,93    |

### Vorlauf 6

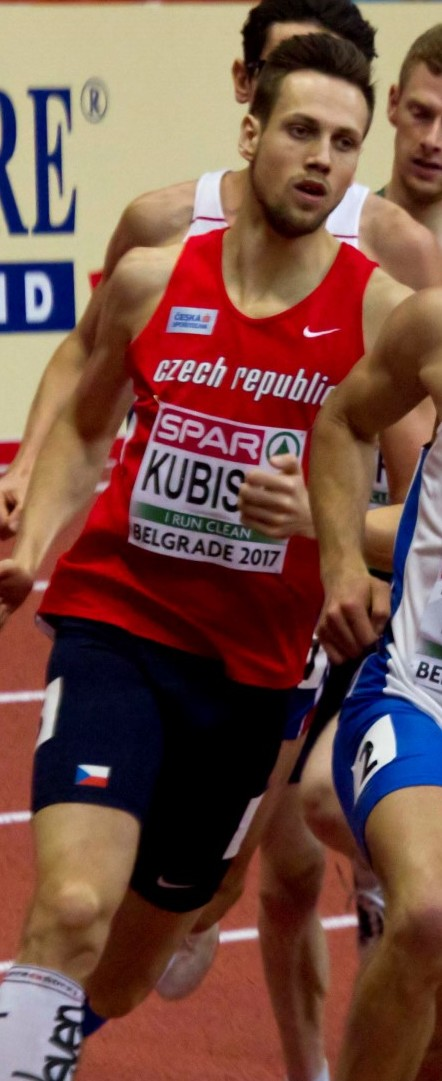
Jan Kubista – ausgeschieden als Vierter in 1:47,66 min
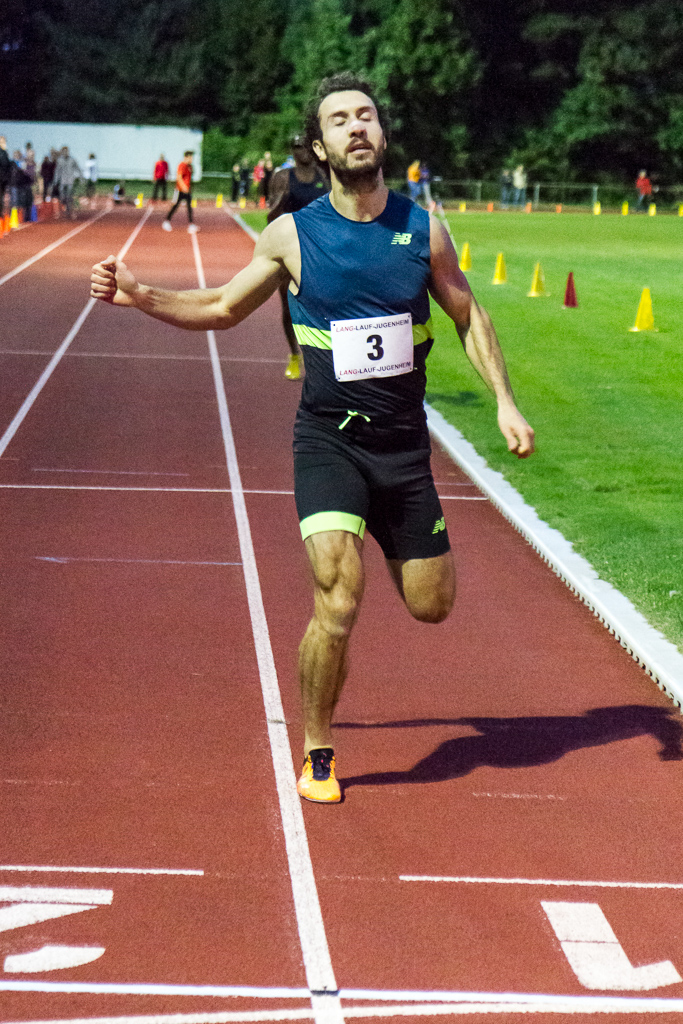
Anthony Romaniw – ausgeschieden als Fünfter in 1:47,76 min
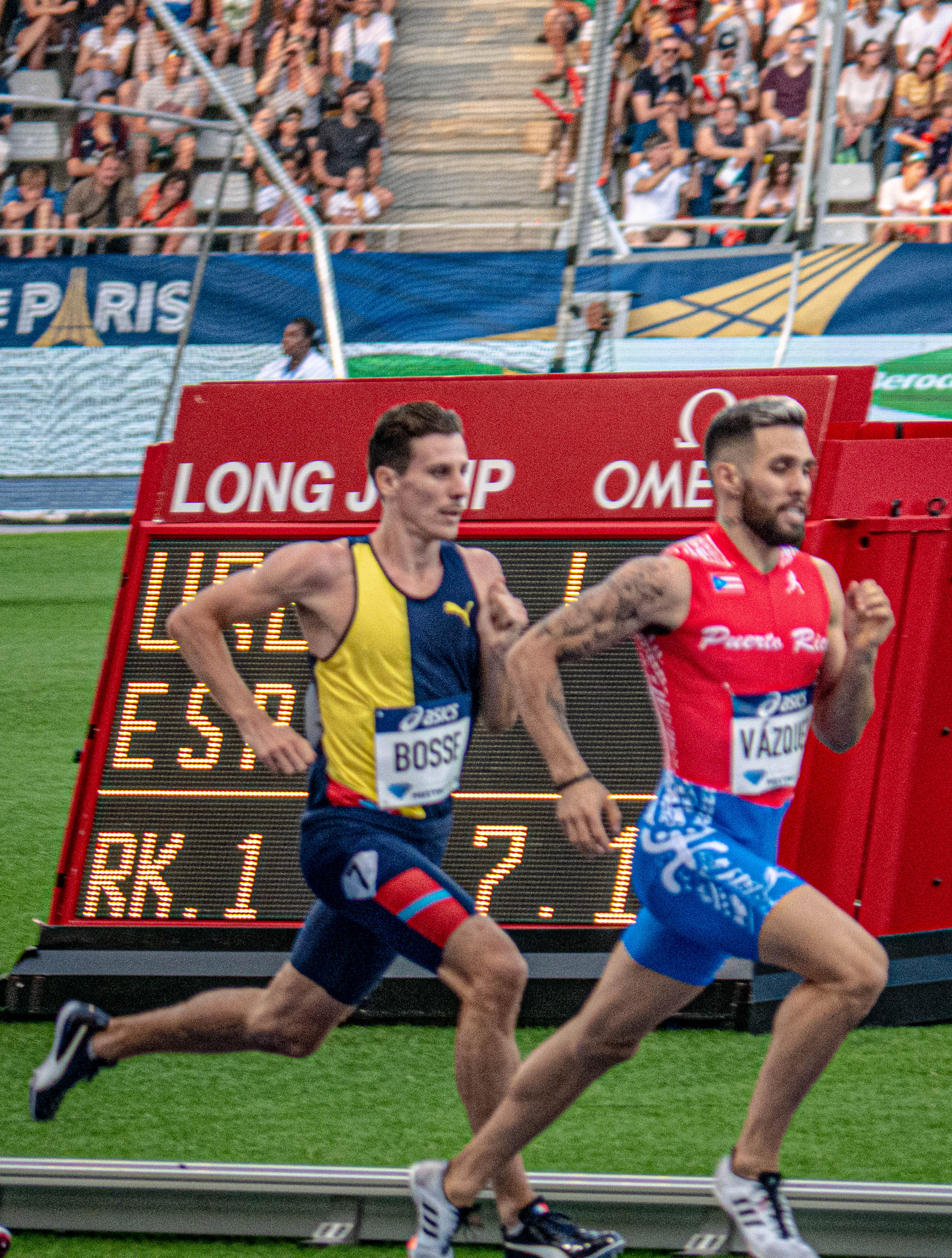
Wesley Vázquez – ausgeschieden als Siebter in 1:50,60 min

10. August 2013, 12:00 Uhr
| Platz | Name                | Nation      | Zeit (min) |
| ----- | ------------------- | ----------- | ---------- |
| 1     | Ayanleh Souleiman   | Dschibuti   | 1:46,86    |
| 2     | Anthony Chemut      | Kenia       | 1:47,13    |
| 3     | Amine El Manaoui    | Marokko     | 1:47,15    |
| 4     | Jan Kubista         | Tschechien  | 1:47,66    |
| 5     | Anis Ananenka       | Belarus     | 1:47,76    |
| 6     | Anthony Romaniw     | Kanada      | 1:47,98    |
| 7     | Wesley Vázquez      | Puerto Rico | 1:50,60    |
| 8     | Ribeiro de Carvalho | Osttimor    | 2:04,74    |

## Halbfinale
In den drei Halbfinalläufen qualifizierten sich die jeweils ersten beiden Athleten – hellblau unterlegt – sowie die darüber hinaus zwei zeitschnellsten Läufer – hellgrün unterlegt – für das Finale.

### Halbfinallauf 1
11. August 2013, 19:43 Uhr
| Platz | Name                      | Nation         | Zeit (min)                        |
| ----- | ------------------------- | -------------- | --------------------------------- |
| 1     | Duane Solomon             | USA            | 1:43,87                           |
| 2     | Marcin Lewandowski        | Polen          | 1:44,56                           |
| 3     | Andrew Osagie             | Großbritannien | 1:44,85                           |
| 4     | Antoine Gakeme            | Burundi        | 1:45,39                           |
| 5     | Alexander Rowe            | Australien     | 1:45,80                           |
| 6     | Kevin López               | Spanien        | 1:52,93                           |
| DSQ   | Ferguson Cheruiyot Rotich | Kenia          | IAAF Rule 163.3a – Bahnübertreten |
| DOP   | Abdulaziz Ladan Mohammed  | Saudi-Arabien  | 1:44.10 für das Finale zugelassen |

Im ersten Halbfinale ausgeschiedene Läufer:

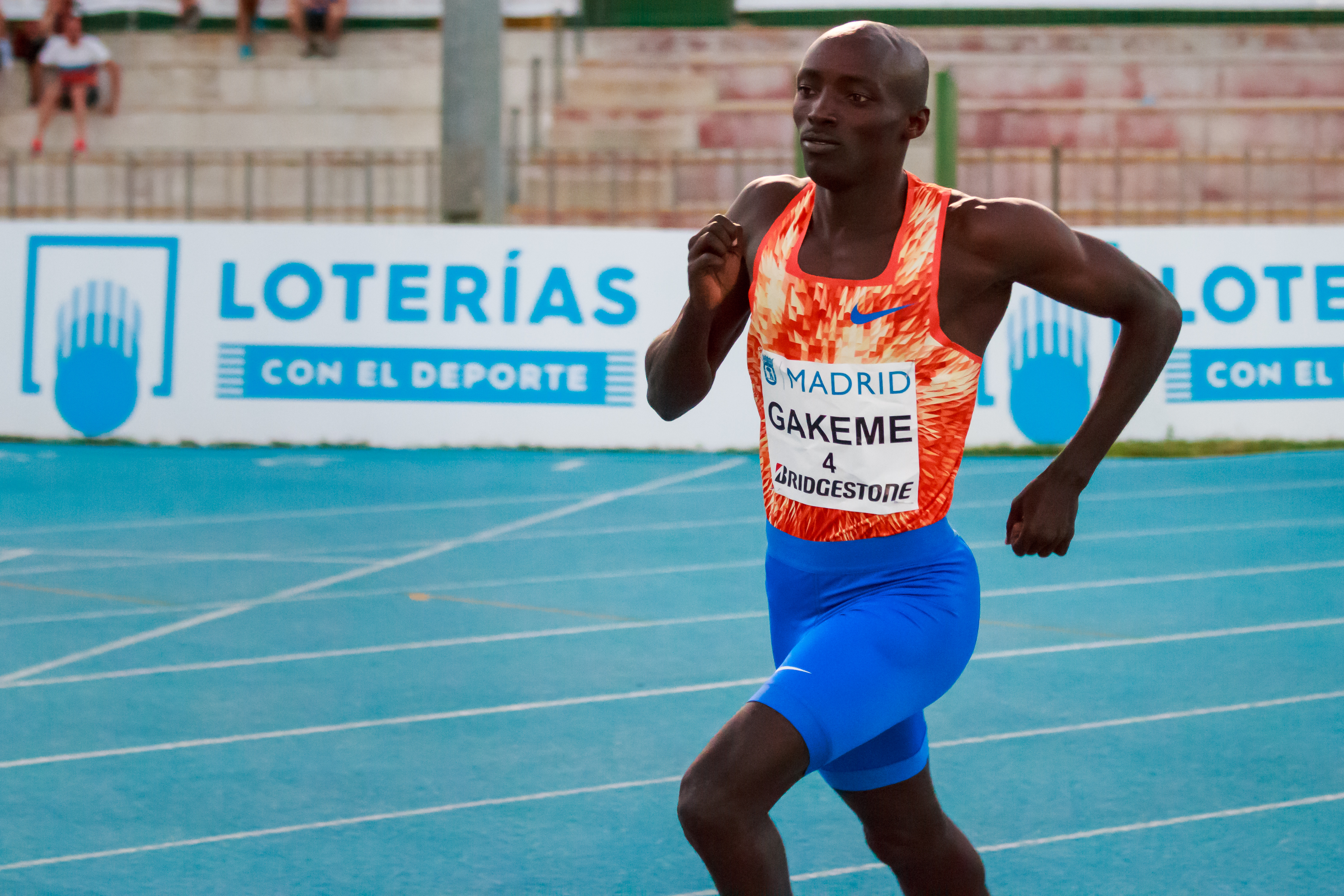
Antoine Gakeme Rang vier in 1:45,39 min
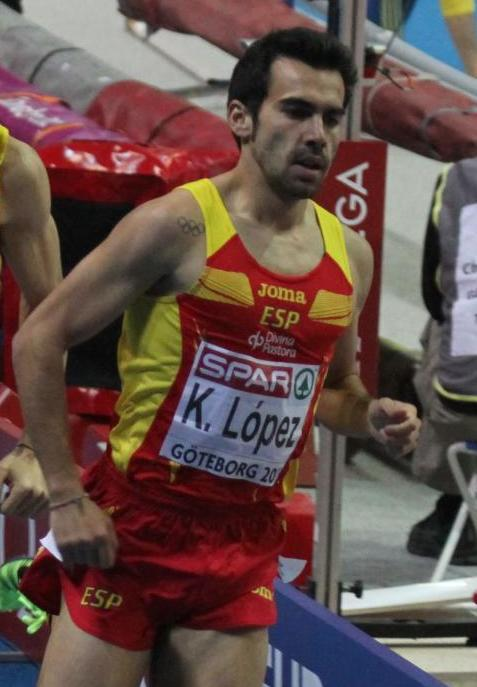
Kevin López Rang sechs in 1:43,87 min
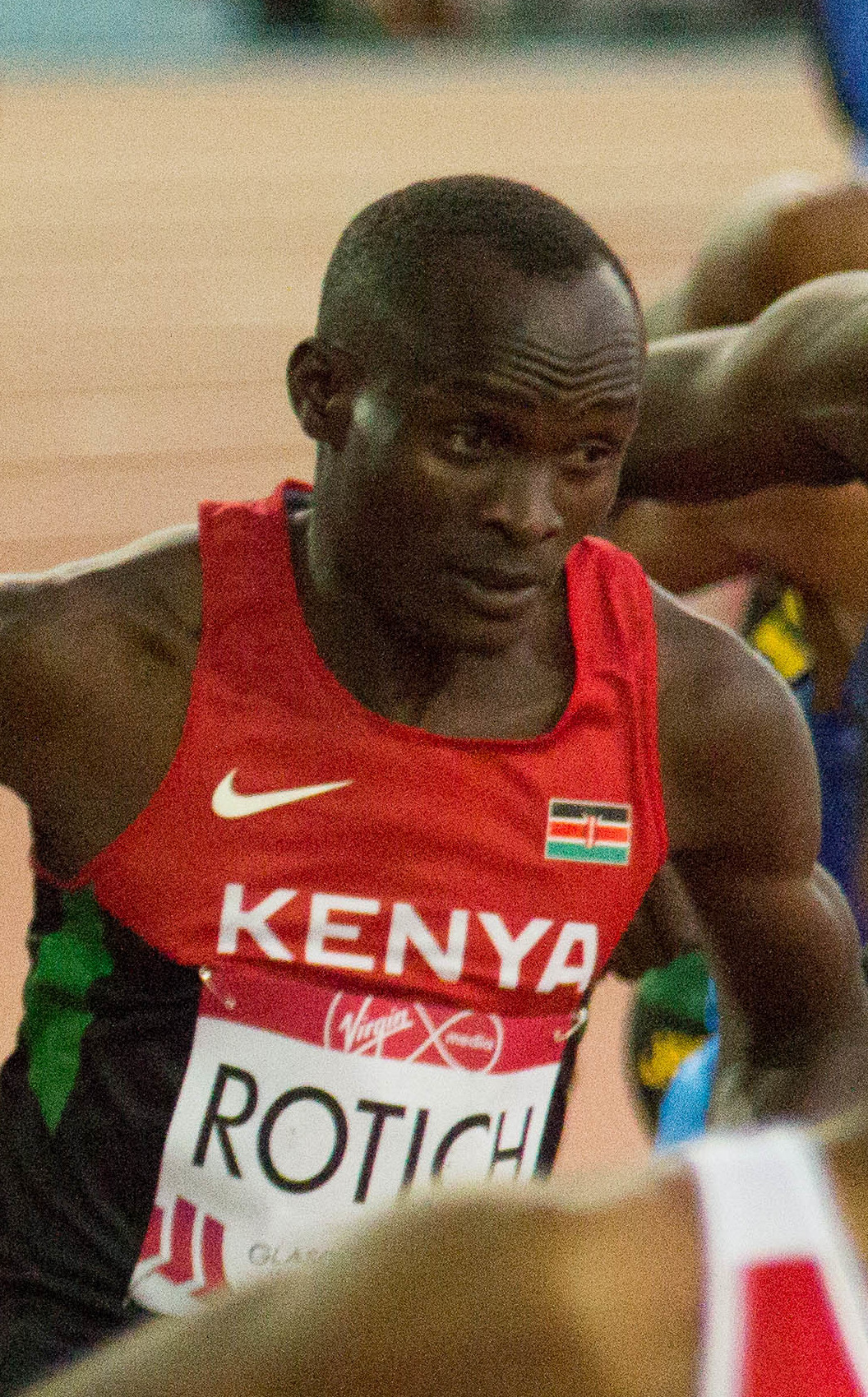
Ferguson Cheruiyot Rotich – disqualifiziert wegen Bahnübertretung

### Halbfinallauf 2

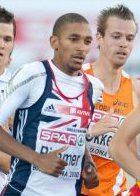
Michael Rimmer – ausgeschieden als Sechster in 1:47,06 min
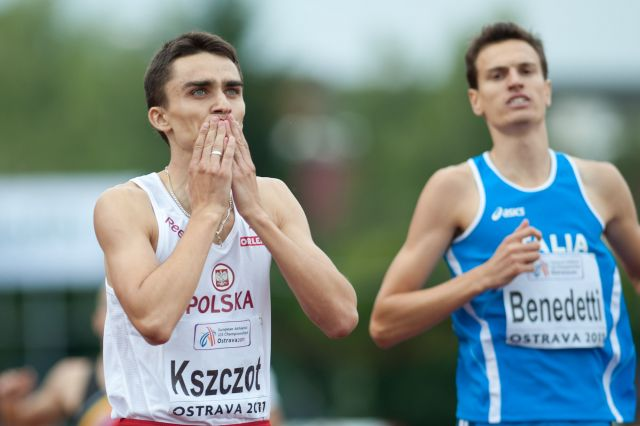
Giordano Benedetti – ausgeschieden als Siebter in 1:48,31 min

11. August 2013, 19:43 Uhr
| Platz | Name                  | Nation         | Zeit (min)                                     |
| ----- | --------------------- | -------------- | ---------------------------------------------- |
| 1     | Mohammed Aman         | Äthiopien      | 1:44,71                                        |
| 2     | Pierre-Ambroise Bosse | Frankreich     | 1:44,74                                        |
| 3     | Brandon Johnson       | USA            | 1:44,89 eigentlich für das Finale qualifiziert |
| 4     | Samir Jamma           | Marokko        | 1:46,53                                        |
| 5     | Luis Alberto Marco    | Spanien        | 1:46,75                                        |
| 6     | Michael Rimmer        | Großbritannien | 1:47,06                                        |
| 7     | Giordano Benedetti    | Italien        | 1:48,31                                        |
| 8     | Rafith Rodríguez      | Kolumbien      | 2:01,94                                        |

### Halbfinallauf 3

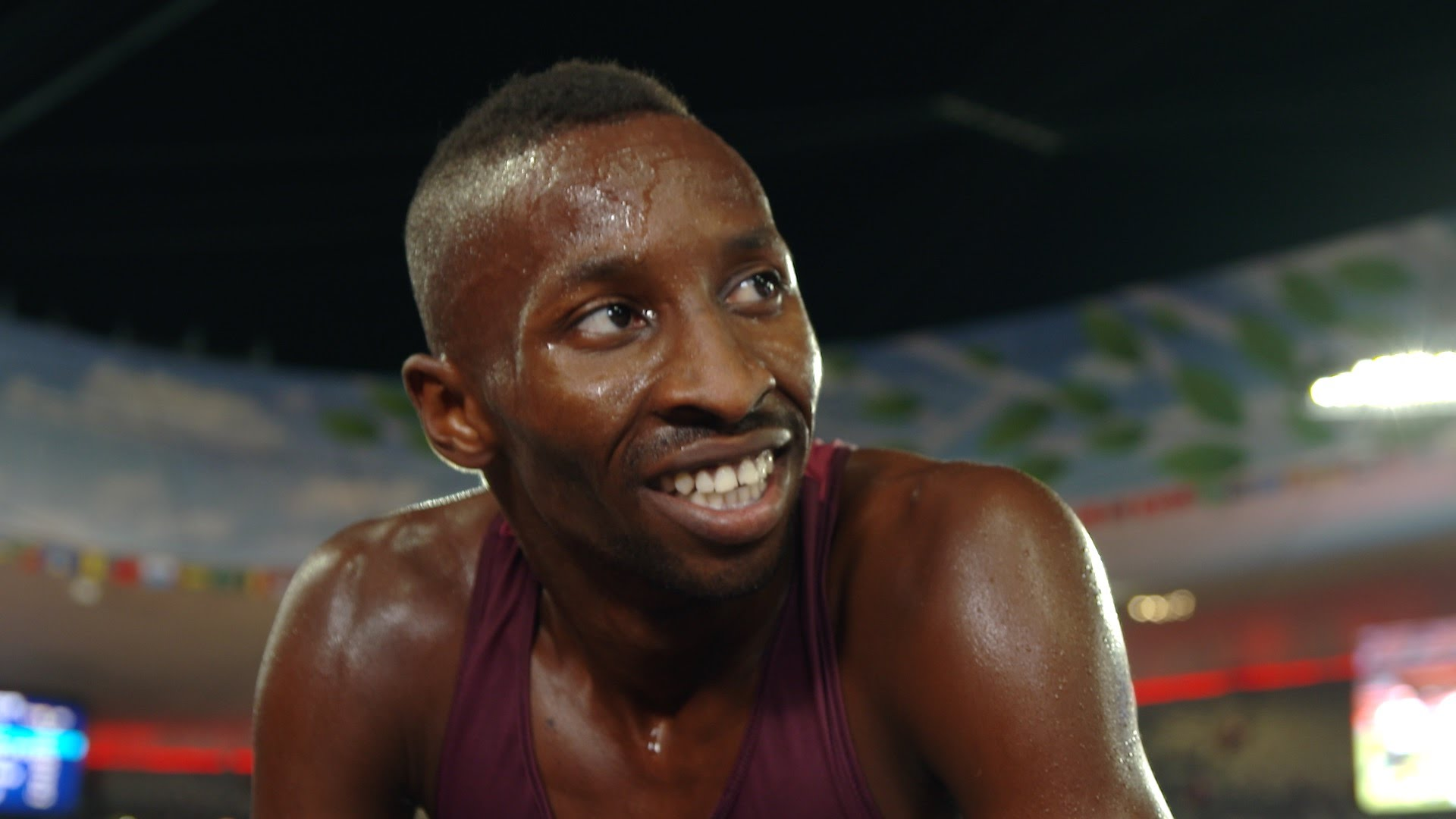
Musaeb Abdulrahman Balla – ausgeschieden als Dritter in 1:45,43 min
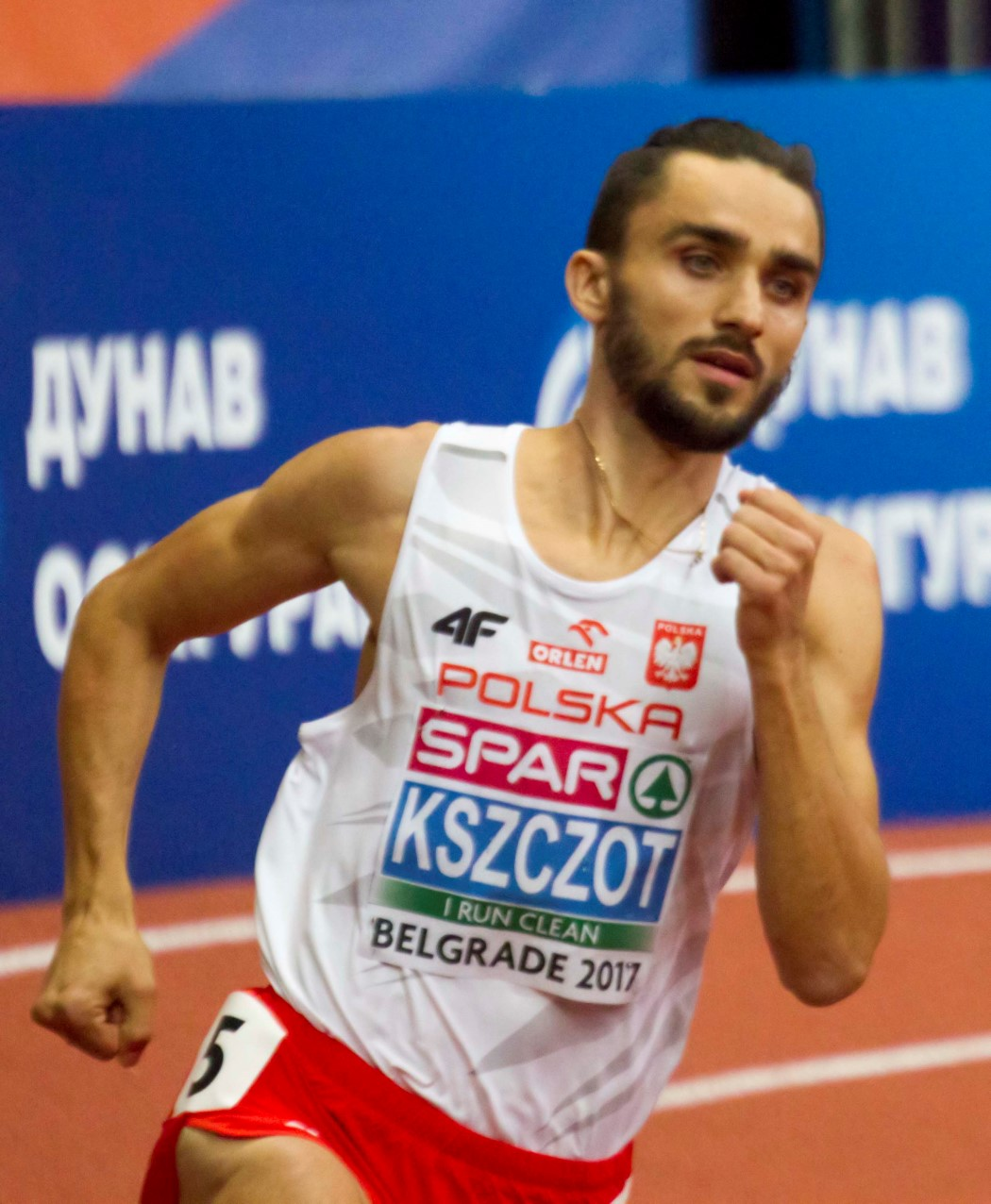
Adam Kszczot – ausgeschieden als Vierter in 1:45,68 min
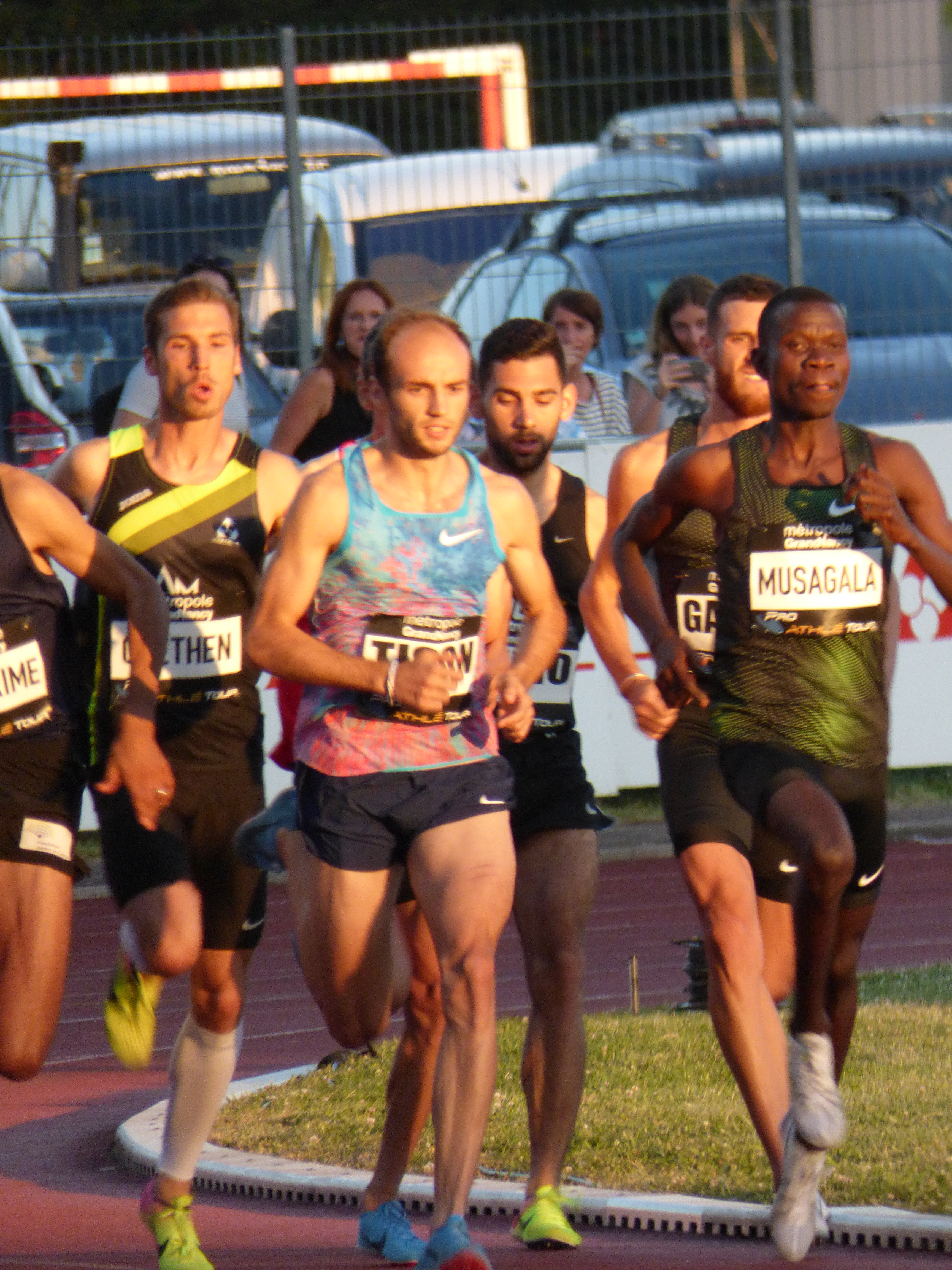
Ronald Musagala – ausgeschieden als Fünfter in 1:45,87 min

11. August 2013, 19:51 Uhr
| Platz | Name                     | Nation    | Zeit (min) |
| ----- | ------------------------ | --------- | ---------- |
| 1     | Ayanleh Souleiman        | Dschibuti | 1:44,99    |
| 2     | Nick Symmonds            | USA       | 1:45,00    |
| 3     | Musaeb Abdulrahman Balla | Katar     | 1:45,43    |
| 4     | Adam Kszczot             | Polen     | 1:45,68    |
| 5     | Ronald Musagala          | Uganda    | 1:45,87    |
| 6     | Anthony Chemut           | Kenia     | 1:46,06    |
| 7     | Tamás Kazi               | Ungarn    | 1:46,40    |
| 8     | Amine El Manaoui         | Marokko   | 1:49,08    |

## Finale

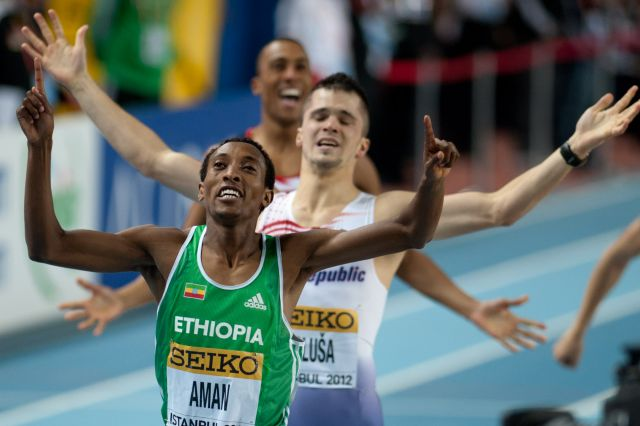
Weltmeister Mohammed Aman (hier bei einem Hallensportfest im Jahr 2012)

13. August 2013, 21:10 Uhr
| Platz | Name                     | Nation         | Zeit (min) |
| ----- | ------------------------ | -------------- | ---------- |
| 1     | Mohammed Aman            | Äthiopien      | 1:43,31    |
| 2     | Nick Symmonds            | USA            | 1:43,55    |
| 3     | Ayanleh Souleiman        | Dschibuti      | 1:43,76    |
| 4     | Marcin Lewandowski       | Polen          | 1:44,08    |
| 5     | Andrew Osagie            | Großbritannien | 1:44,36    |
| 6     | Duane Solomon            | USA            | 1:44,42    |
| 7     | Pierre-Ambroise Bosse    | Frankreich     | 1:44,79    |
| DOP   | Abdulaziz Ladan Mohammed | Saudi-Arabien  | 1:46,57    |

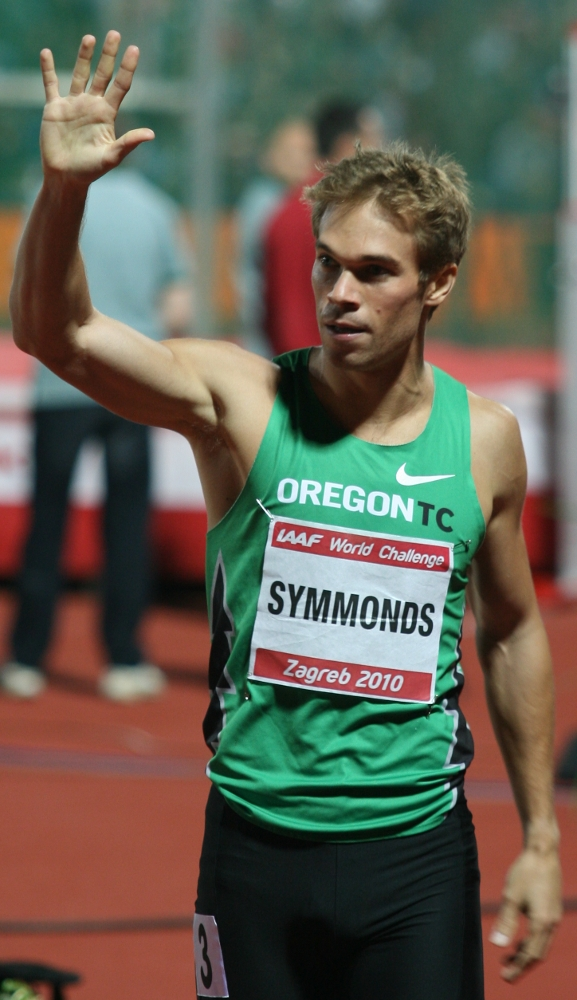
Vizeweltmeister Nick Symmonds
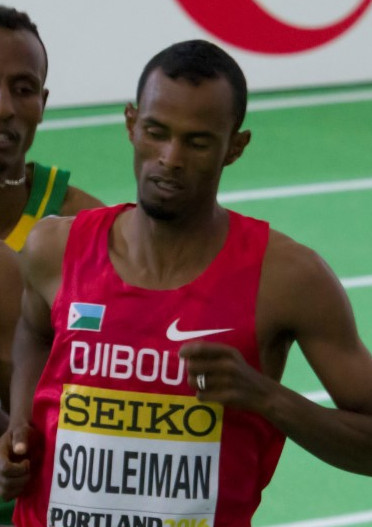
Bronzemedaillengewinner Ayanleh Souleiman
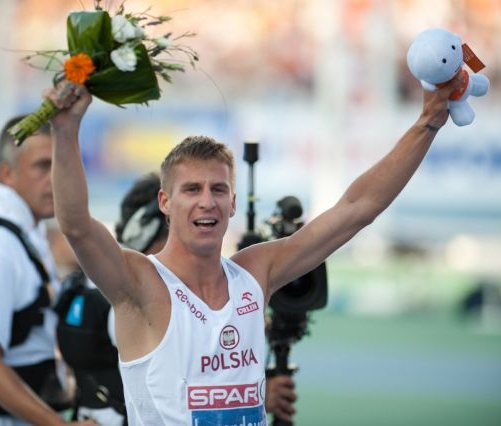
Marcin Lewandowski (hier nach dem Gewinn des EM-Titels 2010) belegte Rang vier
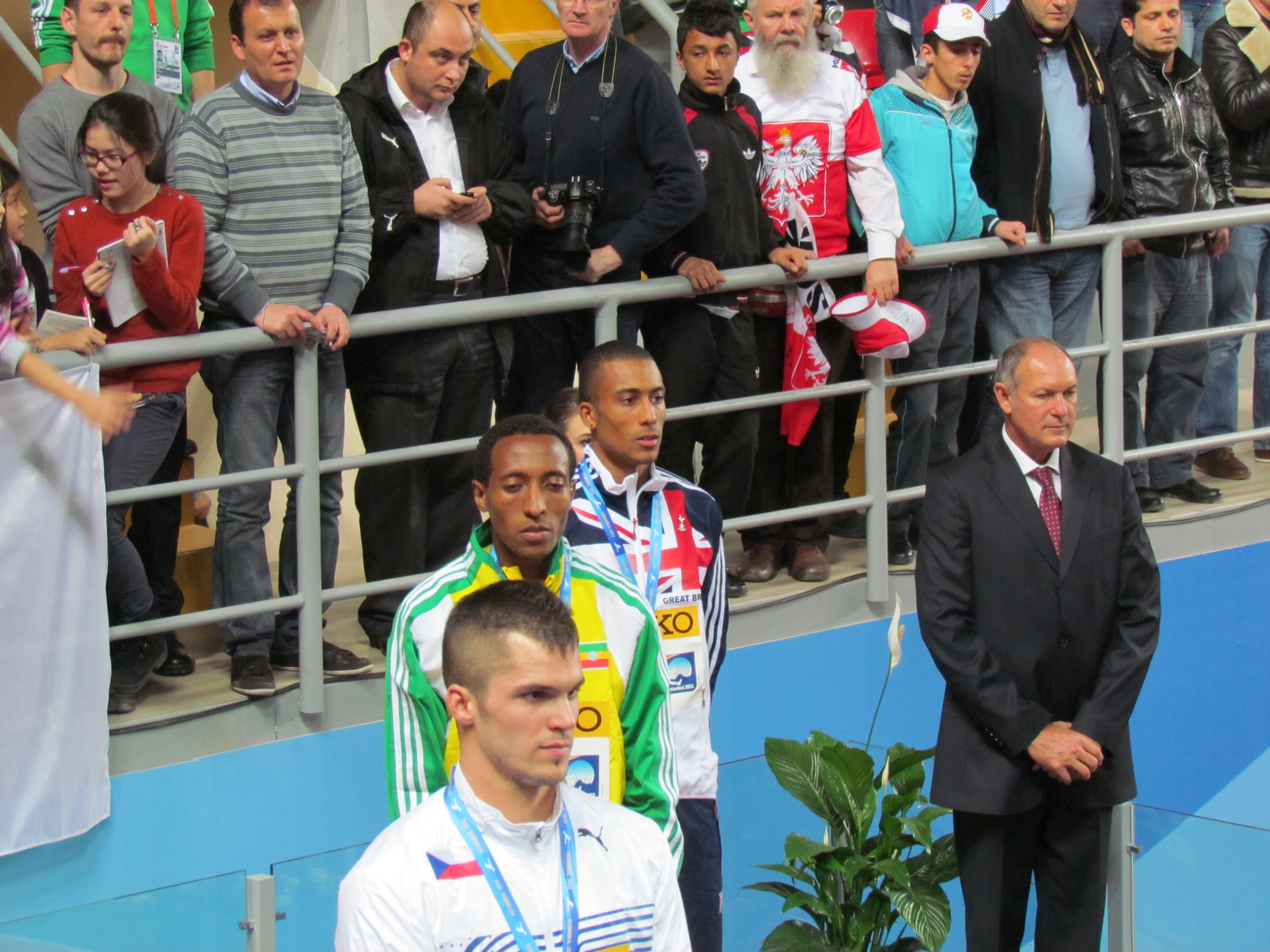
Andrew Osagie (hinten, bei der Siegerehrung der Hallen-WM 2012) kam auf den fünften Platz
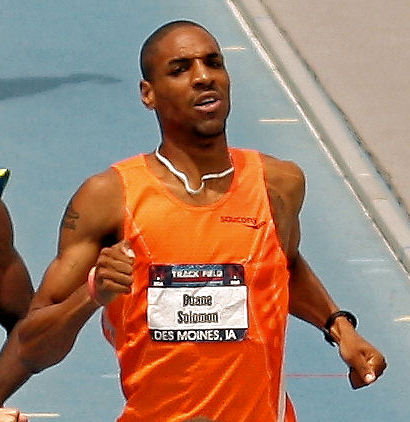
Duane Solomon erreichte Platz sechs
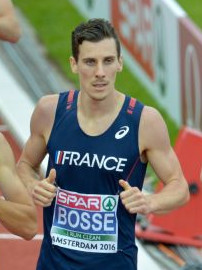
Der siebtplatzierte Pierre-Ambroise Bosse

## Video
- 800m Men's Final - IAAF World Championships - Moscow 2013. Mohammed Aman Wins 1:43:31, youtube.com, abgerufen am 22. Juli 2017